# Abbot
Abbot város az USA Maine államában, Piscataquis megyében. Lakosainak száma 650 fő (2020. április 1.).

## Népesség
A település népességének változása:

| 2010 | 714 |
| 2020 | 650 |